# Egy nap (film, 2018)
Az Egy nap Szilágyi Zsófia 2018-ban készült filmdrámája Szamosi Zsófiával a főszerepben. Világpremierje a 2018-as cannes-i fesztiválon volt az 57. Kritikusok Hete versenyprogramjában, ahol elnyerte a Filmkritikusok Nemzetközi Szövetségének (FIPRESCI) díját. 2018-ban az Európai Filmakadémia a legjobb európai felfedezett kategóriában Európai Filmdíjra jelölte.

## Cselekmény
A történet Anna, egy negyvenes, háromgyermekes nyelvtanárnő egyetlen napját meséli el, aki állandó rohanásban van munkahelye, valamint a bölcsőde, az iskola és a különórák (balett, vívás, íjászat stb.) helyszínei között – és ha ez mégsem lenne számára eléggé megterhelő, közben állandósult anyagi szorongás emészti és a kétely: férje vajon megcsalja-e? Noha nem ő az egyedüli nő, aki hasonló problémákkal küzd, neki a monoton, percekre beosztott napirendje mellett egyszerűen nincs ideje, hogy átgondolja, tisztázza a helyzetet. Az egyre halmozódó gondok azzal fenyegetnek, hogy összeroppantják Annát; életvitelének ilyetén folytatása egyre több energiát követel, ő pedig tartalékainak végére ért. A cselekmény valójában a nő hétköznapi rutinjaira épül; a dráma a házassága háttérben meghúzódó válságának „halasztásra ítélt pillanataiból” bontakozik ki. Kérdés: képes lesz-e válságba került házasságát megmenteni és megőrizni azt, ami életében törékeny és egyedi?

## Szereplők
- Szamosi Zsófia – Anna
- Füredi Leó – Szabolcs
- Láng Annamária – Gabi
- Vándor Éva – Mari
- Hajduk Károly – Csaba
- Barcza Ambrus – Simon
- Varga-Blaskó Zorka – Sári
- Gárdos Márk – Márkó

## Gyártása, fogadtatása
Az alacsony költségvetésű film forgatókönyv-fejlesztését 2 millió forinttal, gyártását pedig 62 millió forinttal támogatta a Magyar Nemzeti Filmalap az Inkubátor Program keretében.
A film nemzetközi forgalmazási jogait a Films Boutique GmbH. vásárolta meg a Magyar Nemzeti Filmalaptól; a cannes-i fesztiválra is a német világforgalmazó cég nevezte. A filmet végül is beválogatták az 57. Kritikusok Hete versenyprogramjába, ahol a fesztivál két párhuzamos rendezvénye, a Kritikusok Hete és a Rendezők Kéthete szekció első és második filmjei közül a nemzetközi kritikusok zsűrije ezt az alkotást részesítette elismerésben, értékelve „a pontos operatőri munkát és az erőteljes rendezést [amely] rendkívüli intenzitással és feszültséggel közvetít egy teljesen hétköznapi helyzetet, érzéssel, humorral és drámával. Meglehetősen magabiztos debütálás.” Mivel a rendezőnő első nagyjátékfilmjéről van szó, az alkotás versenyben volt az Arany Kameráért is.
A Cannes-i fesztiválon felül az alkotás számos nemzetközi fesztiválon szerepelt; meghívást kapott a Sydney-be, és nagydíjat nyert Luxemburgban.

## Díjak, jelölések
- 2018 – díj: FIPRESCI-díj – 71. cannes-i fesztivál (Kritikusok Hete)[13]
- 2018 – díj: Nagydíj –  11. CinEast Közép- és Kelet-Európai Filmfesztivál (Luxemburg)
- 2018 – jelölés: Arany Kamera – 71. cannes-i fesztivál
- 2018 – jelölés: Európai Filmdíj – legjobb európai felfedezett
- 2019 – díj: – Magyar Filmdíj – legjobb első film
- 2019 – díj: – Magyar Filmdíj – legjobb női főszereplő (Szamosi Zsófia)
- 2019 – díj: – Magyar Filmdíj – legjobb forgatókönyvíró (Szilágyi Zsófia, Mán-Várhegyi Réka)
- 2019 – jelölés: – Magyar Filmdíj – legjobb játékfilm
- 2019 – jelölés: – Magyar Filmdíj – legjobb rendező (Szilágyi Zsófia)
- 2019 – jelölés: – Magyar Filmdíj – legjobb női mellékszereplő (Láng Annamária)
- 2019 – jelölés: – Magyar Filmdíj – legjobb hangmester (Székely Tamás)